# Roberts Motor Manufacturing Company
Roberts Motor Manufacturing Company war ein US-amerikanischer Hersteller von Motoren und Automobilen.

## Unternehmensgeschichte
Das Unternehmen wurde 1905 in Clyde gegründet und zog 1908 nach Sandusky, beides in Ohio. Es stellte Motoren her, die für Boote, Automobile und Flugzeuge genutzt wurden. 1915 entstanden einige Automobile. Der Markenname lautete Roberts. In dem Jahr war William H. Burke Präsident.
1925 endete die Motorenproduktion.

## Produkte
Die Motoren leisteten zwischen 3 und 60 PS.
Das einzige Personenkraftwagen-Modell hatte einen selbst hergestellten Sechszylindermotor mit 60 PS.